# إيرا هانفورد
إيرا هانفورد (بالإنجليزية: Ira Hanford)‏ هو فارس أمريكي، ولد في 24 فبراير 1918 في فايربوري في الولايات المتحدة، وتوفي في 21 نوفمبر 2009 بسبب سرطان.